# DON'T U EVER STOP
「DON'T U EVER STOP」（ドンチュー・エヴァー・ストップ）は、日本の男性アイドルグループKAT-TUNの7枚目のシングル。2008年（平成20年）5月14日にJ-One Recordsから発売された。

## 概要
デビューシングルの「Real Face」以来のタイアップ無しである。初回限定盤は3種類発売しそれぞれ2人ずつメンバーのソロ曲が収録されている。
2008年（平成20年）6月4日発売の3rdアルバム「KAT-TUN III -QUEEN OF PIRATES-」に本楽曲は収録されていないが、同アルバムの初回限定盤に「DON'T U EVER STOP -LIMITED EDITION-（ビデオ･クリップ＋メイキング）」を収録したDVDが付属されている。

## 収録曲

### 初回限定盤1
1. DON'T U EVER STOP [4:14]
作詞：SPIN、RAP詞：JOKER、作曲：Shusui,Fredrik Hult,Carl Utbult、編曲：Shusui,Fredrik Hult,Carl Utbult,Yukihide "YT" Takiyama
2. w/o notice?? - 亀梨和也 [3:38]
作詞・作曲・編曲：AKIRA
3. 夏の場所 - 田口淳之介 [4:46]
作詞：NAO,Micro、作曲：NAO、編曲：Micro,Nagacho,RYLL
4. w/o notice??（オリジナル･カラオケ）
5. 夏の場所（オリジナル･カラオケ）

### 初回限定盤2
1. DON'T U EVER STOP
2. LOVEJUICE - 赤西仁 [3:49]
作詞：Jin Akanishi、作曲：Adrian Newman,Jade Macrae、編曲：Adrian Newman,Jade Macrae,Yuya Saito
Jade Macraeの「Low」を歌詞を変えてカバーしている。全編英語詞の楽曲。
3. PARASITE - 田中聖 [4:06]
作詞：JΦKER、作曲：Atsushi,Axel-G、編曲：Atsushi
旧タイトル「CANNIVAL」。歌詞に「Keep the faith」のラップ詞が一部使い回されている。
4. LOVEJUICE（オリジナル･カラオケ）
5. PARASITE（オリジナル･カラオケ）

### 初回限定盤3
1. DON'T U EVER STOP
2. 愛の華 - 上田竜也 [6:02]
作詞・作曲：上田竜也、編曲：ha-j
3. SMACK - 中丸雄一 [4:17]
作詞：中丸雄一、作曲・編曲：田中直
4. 愛の華（オリジナル･カラオケ）
5. SMACK（オリジナル･カラオケ）

### 通常盤
1. DON'T U EVER STOP
2. DON'T U EVER STOP（オリジナル･カラオケ）